# Dürrhansl
Dürrhansl ist ein Gemeindeteil von Windach im oberbayerischen Landkreis Landsberg am Lech.
Der Weiler mit vier Anwesen liegt etwa zweieinhalb Kilometer südlich des Hauptorts Windach zwischen Böromoos und Steinebacher Holz. Drei der vier Anwesen liegen auf der Gemarkung Hechenwang, das nordwestliche Anwesen liegt auf der Gemarkung Oberwindach.

## Geschichte
In den Amtlichen Ortsverzeichnissen 1876 bis 1904 sind drei Einöden namens Dürrhansl, alle im Landgericht Landsberg, verzeichnet: in der Gemeinde Oberwindach, der Gemeinde Hechenwang und der Gemeinde Unterfinning.
In der Ausgabe von 1964 sind zwei Gemeindeteile namens Dürrhansl verzeichnet, ein Weiler der Gemeinde Hechenwang mit damals drei Wohngebäuden und zwölf Einwohnern und eine Einöde der Gemeinde Windach mit damals einem Wohngebäude und fünf Einwohnern. In der Ortsverzeichnisausgabe von 1973 werden für die Gemeinde Windach, in die Teile der ehemaligen Gemeinde Hechenwang eingegliedert worden waren, zwei Einöden namens Dürrhansl verzeichnet, mit drei und neun Einwohnern. In der Ausgabe von 1991 wird ein Gemeindeteil Dürrhansl mit einem Wohngebäude und drei Einwohnern (1987) aufgeführt.